# Rapsbagge
Rapsbagge (Meligethes aeneus) är en liten svart skalbagge som hör till familjen glansbaggar. Den kan orsaka skada på rapsodlingar där den äter på blomknoppar som till slut trillar av.

## Kännetecken
Rapsbaggen är en liten svart- eller metallglänsande skalbagge med en längd på mellan 2 och 3 millimeter. Antennerna har klubbor i slutet som består av tre segment. Täckvingarna ser avskurna ut och täcker inte spetsen på bakkroppen. Fötterna består av fem leder. Larven är vit med ett mörkbrunt huvud och blir upp till 4 mm lång. Arten har två larvstadier.

## Utbredning
Rapsbaggen finns i Europa och Nordamerika och är mycket vanlig i områden med rapsodlingar.

## Levnadssätt
Rapsbaggen kan ses tidigt på våren på blommande sälg och vitsippor då den äter pollen. Senare på sommaren ses den på raps eller andra gulblommiga korsblommiga växter där den kan orsaka skadegörelse när den äter på de späda knopparna. Den lägger även sina ägg i knopparna där larven sedan lever. Efter 2 till 4 veckor är larven fullvuxen och förpuppas i marken. Den övervintrar i marken som fullvuxen skalbagge. De flesta övervintrar på fuktig mullrik mark bland buskage eller lövträd men enstaka individer kan övervintra på åkermark.

## Som skadedjur
Skalbaggen äter pollen från många odlade och vilda växter men kan endast föröka sig i korsblommiga växter vilket leder till skador. Den största skadan orsakas på växter från släktet Brassica, kålsläktet, men den kan även angripa arter från släktena Sinapis, Raphanus och Crambe. Inom rapsodlingen är det främst vårsådd raps som drabbas. Dess knoppsättning sammanfaller ofta med rapsbaggarnas inflygning till fältet. Höstsådd raps är mer välutvecklad vid inflygningen och påverkas i mindre utsträckning.
Rapsbaggar kan orsaka skördeförluster både när det gäller kvaliteten och kvantiteten. De adulta insekterna angriper blomknoppar som ramlar av och inte ger några frön. Växten reagerar då genom att bilda fler sidoskott än vad som är normalt. Detta leder till att blomningstiden förlängs och frönas mognad i fältet blir ojämn. När omogna frön skördas har de en hög halt av klorofyll vilket kan missfärga oljan och leda till sämre kvalitet. De nya sidoskotten får dessutom färre fröskidor än huvudskottet vilket leder till sänkt skörd.
Larven äter vanligtvis ståndarknappar i blomman och orsakar inga större skador men vid brist på föda kan den angripa pistillen och hämma pollineringen. Vid mycket kraftiga angrepp kan larverna gnaga på stjälken under blomknopparna som sitter i toppen av plantan. Till slut vissnar alla blommor i toppen och det bildas inga fröskidor. Även här bildas fler sidoskott och blomningstiden förlängs och försvårar skörd.
För att bekämpa rapsbaggar kan konventionella fält besprutas med insekticider som pyretroider eller neonikotinoider. Det är dock viktigt att följa bekämpningsrekommendationer och att inte bekämpa sent under säsongen då man kan skada nyttodjur, t.ex. parasitsteklar, som naturligt kontrollerar skalbaggarna.  Man bör inte heller odla oljeväxter för ofta eftersom populationen uppförökas och blir ett stort problem. Om det finns ogräs som tillhör familjen korsblommiga växter ska dessa bekämpas för att inte hålla rapsbaggarna vid liv i fältet. Reducerad jordbearbetning kan ha en effekt på rapsbaggarna då det gynnar dess naturliga fiender.